# Hjalte Froholdt
Hjalte Froholdt (født 20. august 1996 i Svendborg) er en dansk, professionel amerikansk fodboldspiller. Han spiller center for Arizona Cardinals. Han blev den 27. april 2019 valgt i NFL Draften, som den første dansker siden  Morten Andersen. Han spillede tidligere college-football hos University of Arkansas.
Han underskrev 10. maj samme år en fireårig aftale med New England Patriots til en samlet værdi af 21,5 millioner kroner.